# Красни Сулин
Красни Сулин (рус. Красный Сулин) град је у Русији у Ростовској области. Према попису становништва из 2010. у граду је живело 40866 становника.

## Становништво
| 1939.  | 1959.  | 1970.  | 1979.  | 1989.  | 2002.  | 2010.  |
| ------ | ------ | ------ | ------ | ------ | ------ | ------ |
| 33.938 | 39.824 | 41.684 | 42.566 | 43.133 | 44.187 | 40.866 |